# Estación Mitsukoshimae

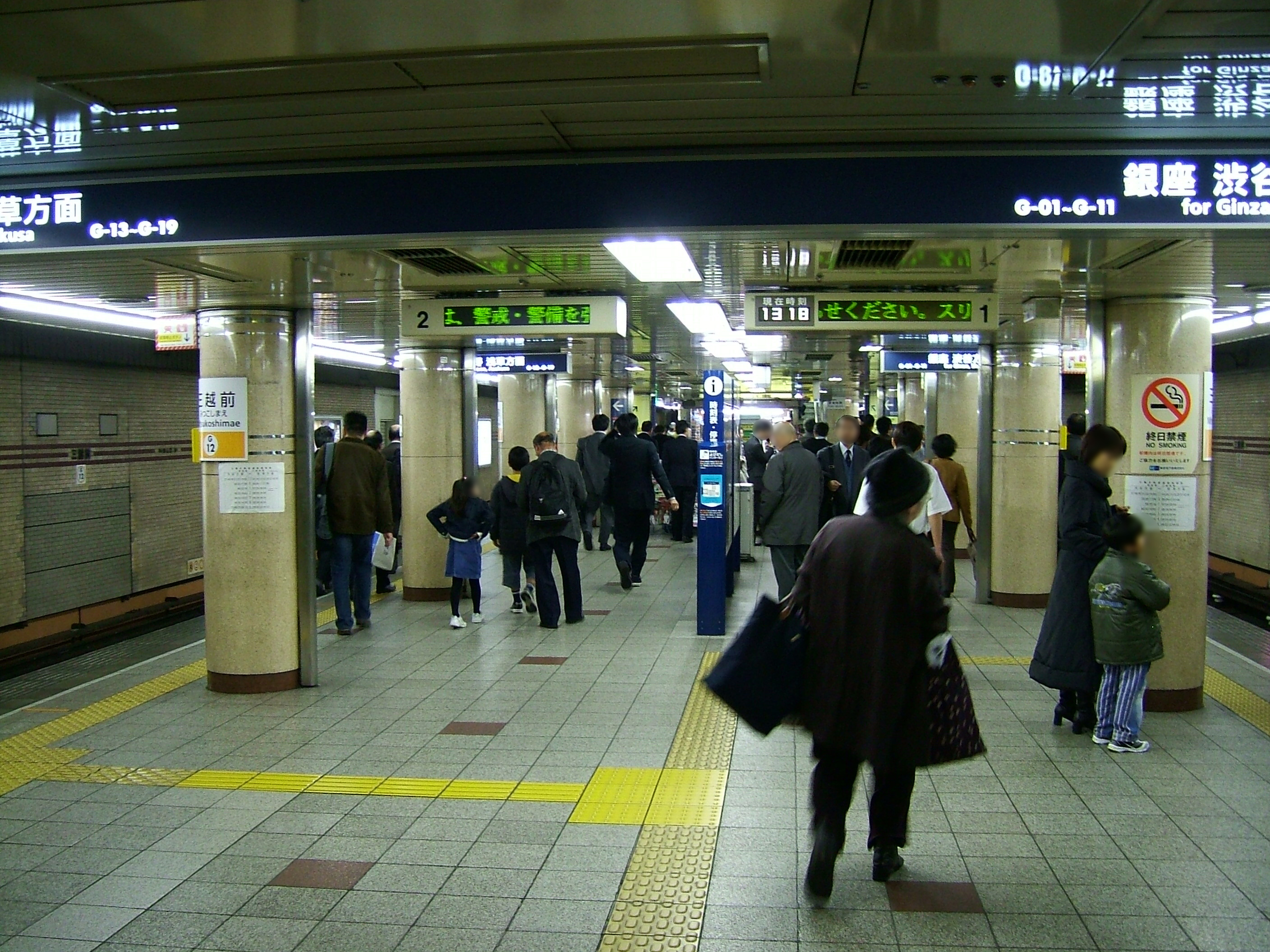
Estación Mitsukoshimae.

La Estación Mitsukoshimae es una estación del metro de Tokio que sirve a las líneas Ginza y Hanzōmon, localizada en Chūō.

## Historia
La estación se inauguró el 29 de abril de 1932 como la terminal sur de la línea de Asakusa. Fue la primera estación del metro de Tokio construida ligada al edificio de un centro comercial, y llevando su mismo nombre. Se construyó de este modo debido a que el dueño del centro comercial, observando las posibilidades de aumento de ventas que había implícitas en el hecho de ligar el edificio a una línea de metro, ofreció el dinero necesario para la construcción de la estación imponiendo estas condiciones. Comenzó a funcionar como estación el 24 de diciembre de ese año, cuando la línea se amplió a Kyobashi. 

## Líneas
- Línea Ginza (G-12)
- Línea Hanzōmon (Z-09)

- Datos: Q76898
- Multimedia: Mitsukoshimae Station / Q76898